# Julian Savulescu

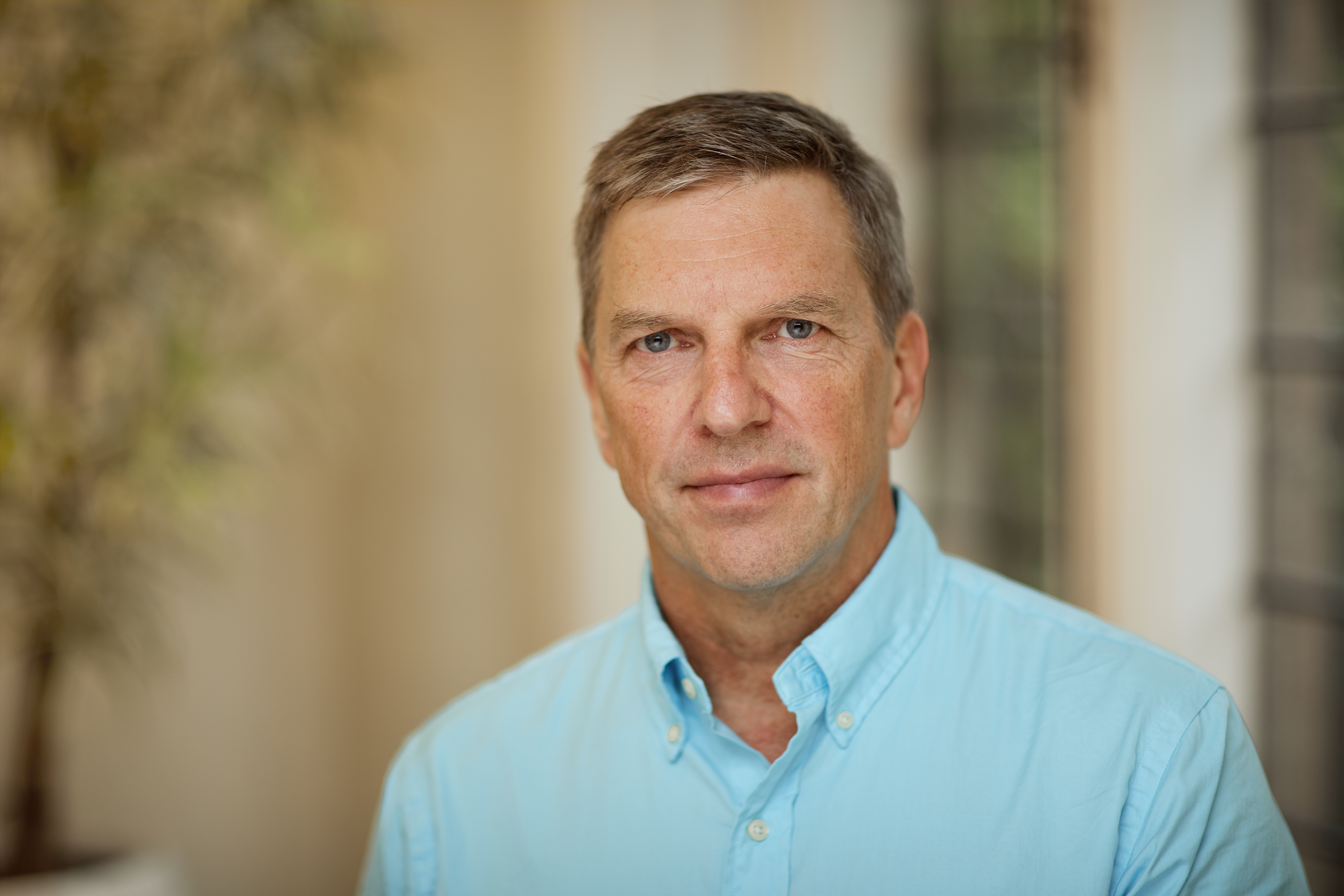
Julian Savulescu (2019)

Julian Săvulescu (* 22. Dezember 1963 in Melbourne, Australien) ist ein australischer Philosoph rumänischer Abstammung. Er ist Professor für Angewandte Ethik am St Cross College in  Oxford.

## Leben
Săvulescu studierte Medizin an der Monash University (Bachelor, 1988) und wurde 1994 bei Peter Singer promoviert. Von 1994 bis 1997 war er als Wissenschaftler in Oxford; 1997–98 an der Monash University. Von 1998 bis 2002 war er Direktor des Ethikprogramms im Murdoch Children’s Research Institute der University of Melbourne. Seit 2002 ist er Professor an der University of Oxford.

## Arbeit
Savulescus Forschungsinteresse gilt Fragen der Bioethik wie Klonen, Stammzellen, Genetik, Künstliche Reproduktion und Neurowissenschaften.

## Werke (Auswahl)
- Julian Savulescu, Ruud ter Meulen, Guy Kahane (Hrsg.): Enhancing Human Capacities. John Wiley & Sons, 2011. ISBN 1-4051-9581-9.
- Julian Savulescu, Nick Bostrom (Hrsg.): Human Enhancement. Oxford University Press, 2009. ISBN 0-19-929972-2.
- Nikolaus Knoepffler, Julian Savulescu (Hrsg.): Der neue Mensch?: Enhancement und Genetik. Verlag Karl Alber, 2009. ISBN 978-3-495-48307-7.